# Simon Becketts Die Chemie des Todes
Simon Becketts Die Chemie des Todes (englischer Originaltitel: The Chemistry of Death) ist eine britisch-deutsche Fernsehserie, die im Auftrag von Paramount+ von Cuba Pictures und Nadcon Film produziert wurde. Es handelt sich um eine Verfilmung der Bestseller-Romane Die Chemie des Todes und Kalte Asche des Schriftstellers Simon Beckett.
Die sechs Folgen umfassende Serie erschien im Januar 2023 auf Paramount+. Ein Jahr später, Ende Januar 2024, wurden alle Folgen der Serie von Paramount+ entfernt und sind seitdem bei Netflix abrufbar.

## Handlung
Die Handlung spielt in der Gemeinde Manham im englischen Landkreis Norfolk und auf der fiktiven Insel Runa. Hauptfigur ist der forensische Anthropologe Dr. David Hunter, der seinen Beruf nach dem tragischen Verlust seiner Familie aufgegeben und sich in dem kleinen englischen Dorf Manham eine neue Existenz aufgebaut hat. Dort arbeitet er gemeinsam mit Dr. Henry Maitland als Hausarzt. Fast gelingt es ihm, seine traumatische Vergangenheit zu vergessen. Doch als zwei Kinder im Wald eine verstümmelte Leiche entdecken und er von der örtlichen Polizei gebeten wird, bei der Aufklärung des Mordfalls zu helfen, gerät sein Leben erneut aus der Bahn. Obwohl die Ermittlungen schmerzhafte Erinnerungen wecken, findet David wieder Gefallen an seinem Beruf als forensischer Anthropologe und erklärt sich bereit, erneut für die Polizei zu arbeiten.

## Besetzung
| Rollenname         | Schauspieler        | Rolle                                               |
| ------------------ | ------------------- | --------------------------------------------------- |
| David Hunter       | Harry Treadaway     | Forensischer Anthropologe                           |
| DCI Mackanzie      | Samuel Anderson     | Leitender Ermittler in Manham                       |
| Ben Anders         | Jefferson Hall      | Leiter des Vogelschutzgebietes                      |
| Jenny Krause       | Jeanne Goursaud     | Grundschullehrerin in Manham                        |
| Dr. Henri Maitland | Lucian Msamati      | Hausarzt in Manham                                  |
| DS Josie Fraser    | Neve McIntosh       | Polizistin auf Runa                                 |
| PC Duncan McKinney | Stuart Campbell     | Polizist auf Runa                                   |
| Maggie Cassidy     | Katie Leung         | Investigativ-Reporterin, zu Besuch auf Runa         |
| Iain Kinross       | Stuart Bowman       | Fährmann und Oberhaupt der Fischergemeinde auf Runa |
| Brody              | David Haymann       | Ehemaliger Polizist auf Runa                        |
| Ellen McLeod       | Amy Manson          | Hotelbesitzerin auf Runa                            |
| Michael Strachan   | Nick Blood          | Führendes Mitglied der Inselgemeinde Runa           |
| Grace Strachan     | Amy Nuttall         | Klinikbetreiberin auf Runa                          |
| Gunther            | Hardy Krüger junior | Krimineller auf Runa                                |
| Linda Yates        | Anna Andresen       | Vogelschützerin                                     |

## Episodenliste
| Nr. (ges.) | Nr. (St.) | Originaltitel             | Erstveröffentlichung (D) | Länge   |
| ---------- | --------- | ------------------------- | ------------------------ | ------- |
| 1          | 1         | Der gefallene Engel       | 12. Jan. 2023            | 46 Min. |
| 2          | 2         | Nur noch 48 Stunden       | 19. Jan. 2023            | 44 Min. |
| 3          | 3         | Wohin der Wind dich trägt | 26. Jan. 2023            | 46 Min. |
| 4          | 4         | Kalte Asche               | 2. Feb. 2023             | 45 Min. |
| 5          | 5         | Insel in Flammen          | 9. Feb. 2023             | 42 Min. |
| 6          | 6         | Die Wolken verschwinden   | 16. Feb. 2023            | 49 Min. |

## Produktion
Die Chemie des Todes ist die erste britisch-deutsche Koproduktion der Streamingplattform Paramount+.
Die Drehbücher, die auf den Bestseller-Romanen „Chemie des Todes“ und „Kalte Asche“ von Simon Beckett basieren, stammen von der BAFTA-ausgezeichneten Autorin Sukey Venables Fisher. Regie führte Richard R. Clark. Dixie Linder, Nick Marston und Peter Nadermann fungierten als Executive Producer, Matt Carver zeichnet als Produzent verantwortlich.
Im Mai 2022 begannen die Dreharbeiten zu der sechsteiligen Serie und liefen bis zum August 2022, gedreht wurde in Schottland und Norfolk. In Schottland wurde am Loch Torridon gedreht. Dabei diente der Hafen von Diabaig als Hafen einer fiktionalen Hebrideninsel. In Norfolk waren Horsey, North Walsham und Old Buckenham Drehorte. In Old Buckenham fanden Dreharbeiten in einer Gaststätte als Pub des fiktiven Ortes statt. Der Gemeindesaal der dortigen Pfarrkirche diente als Drehort für die Polizeistation.
Erstmals kündigte man die Serie im Juni 2022 an, zusammen mit der Ankündigung, dass der Streaming-Dienst Paramount+ nach Deutschland kommen wird.
Eine erste Vorführung der Serie fand am 11. Januar in Anwesenheit des Autors, einiger Darsteller und Pressevertreter an Bord des ICE von Hamburg nach Berlin statt und war damit die erste Serienpremiere in einem fahrenden Zug.
Die erste Episode der Serie erschien am 12. Januar 2023 in der deutschen Synchronfassung auf Paramount+ Germany. Bis zum 16. Februar 2023 wurde wöchentlich jeweils am Donnerstag eine weitere Episode veröffentlicht.
Am 19. Januar 2023 lief auf Paramount+ UK die erste Episode in der Originalfassung.

## Rezeption
Die Serie wurde insgesamt positiv aufgenommen. Auf der Filmdatenbank IMDb erhielt die Serie insgesamt 1629 Bewertungen und eine Wertung von 6,6/10.
In den Medien wird die Serie zwiegespalten wahrgenommen. Einerseits werden Spannung und schauspielerische Leistung positiv bewertet. Gerrit-Freya Klebe von Stern.de bezeichnete die Verfilmung als „gelungen“. Sie schreibt, „wer einmal mit der Serie angefangen hat, will sie mit ziemlicher Sicherheit zu Ende sehen“ und kritisiert lediglich den Versuch, die Spannung teilweise durch dramatische Musik künstlich steigern zu wollen, was die Serie ihrer Meinung nach gar nicht nötig hätte. Andere kritisieren wiederum die Erzählstruktur und die starke Reduktion des Materials aus zwei Büchern auf die wenigen Folgen.